# 5067 Occidental
Az 5067 Occidental (ideiglenes jelöléssel 1990 OX) a Naprendszer kisbolygóövében található aszteroida. Eleanor F. Helin fedezte fel 1990. július 19-én.